# Jacques Paisible
Jacques Paisible (env. 1656-1721), connu aussi sous le nom de James Peasable ou de James Paisible, est un compositeur baroque et un virtuose de la flûte à bec français qui vécut et travailla à Londres pendant presque quarante ans.

## Biographie
En provenance de France, Paisible arrive à Londres en septembre 1673, comme l'un des quatre hautboïstes accompagnant Robert Cambert. Il se marie avec Moll Davis, chanteuse et maitresse de Charles II, en 1682. Il gagne sa vie en jouant de la basse de violon et en composant de la musique pour le théâtre. Il développe également une réputation de tout premier ordre comme joueur de flûte. 
Beaucoup des compositions qui nous sont parvenues utilisent la flûte à bec dans diverses combinaisons. Il a aussi composé des œuvres pour des bandes de hautbois, un genre de musique fort apprécié à la cour de la reine Anne. Sa musique est caractérisée comme « artisanale et idiomatique, sans prétentions virtuoses ».

## Œuvres (sélection)
- Rare en tout, comédie-ballet (1677)
- The Humor of Sir Falstaff (L'humeur de Sir Falstaff) (1700)
- King Edward III. (Le Roi Édouard III, vers 1700)
- Love Stratagen (1701)
- She Wou'd & She Wou'd not
- The Complete Flute-Master (1695)
- Six Sonates pour flûte op. 1 (1702)
- Mr. Isaak's New Dances Master for her Majesty's Birthday (1704)
- Six Setts of Aires pour 2 flûtes et basse continue op. 2 (1720)